# Elaeocarpus ampliflorus
Elaeocarpus ampliflorus là một loài thực vật có hoa trong họ Côm. Loài này được A.C.Sm. mô tả khoa học đầu tiên năm 1971.